# Destiny (Gloria Estefan)
Destiny è il settimo album discografico in studio da solista della cantante statunitense Gloria Estefan, pubblicato nel 1996.

## Tracce
1. Destiny – 5:13
2. I'm Not Giving You Up – 4:20
3. Steal Your Heart – 3:47
4. The Heart Never Learns – 4:32
5. You'll Be Mine (Party Time) – 4:50
6. Path of the Right Love – 5:20
7. Show Me the Way Back to Your Heart – 3:57
8. Along Came You (A Song for Emily) – 6:18
9. Higher – 3:49
10. I Know You Too Well – 4:55
11. Reach – 3:49

## Classifiche
| Classifica (1996) | Posizione raggiunta |
| ----------------- | ------------------- |
| Australia         | 13                  |
| Austria           | 24                  |
| Belgio (Fiandre)  | 47                  |
| Belgio (Vallonia) | 20                  |
| Finlandia         | 34                  |
| Germania          | 35                  |
| Norvegia          | 10                  |
| Paesi Bassi       | 17                  |
| Regno Unito       | 12                  |
| Spagna            | 5                   |
| Stati Uniti       | 23                  |
| Svezia            | 57                  |
| Svizzera          | 15                  |